# CN–235
A CASA/IPTN CN–235 könnyű teherszállító repülőgép, melyet a CASA fejlesztett ki az 1980-as évekre Spanyolországban, az indonéz IPTN cég közreműködésével. Hagyományos aerodinamikai kialakítású, vállszárnyas repülőgép, két, légcsavaros gázturbinával. Tengerészeti járőrgép változatát is gyártják, továbbfejlesztésével hozták létre a CN–295-ös repülőgépet.

## Típusváltozatok
- CN–235 – Alapváltozat
- CN–235–10 – Az sorozatgyártásba került modell GE CT7–7A motorokkal. 15-15 db*ot gyártott a CASA és az IPTN
- CN–235–100 – Javított változat  GE CT7–9C motorokkal
  - CN–235–110 – Indonéz gyártású CN–235–100 jelölése
- CN–235QC – Átalakítható személy és teherszállítógép típus. Képes 4 db szabvány LD–3 elszállítására.
- CN–235–200 – Megnövelt hatótávolságú modell
  - CN–235–220 – Indonéz gyártású CN–235–200 jelölése
- CN–235–300 – Honeywell avionikával felszerelt modell
- CN–235–330 Phoenix – Indonéz fejlesztésű taktikai teherszállítógép Ausztrália részére, Honeywell avionikával felszerelve
- CN–235 MP – Haditengerészeti járőrgép[3]
- CN–235 MPA – Indonéz gyártású haditengerészeti járőrgép[3]
- HC–144A Ocean Sentry – Az Egyesült Államok Parti Őrsége számára a Lockheed Martin által átalakított CN–235–300M haditengerészeti járőrgép[3]
- AC–235 – közvetlen légitámogató változat 30 mm-es gépágyúval és levegő–föld rakétákkal, melyet a Jordán Királyi Légierő rendelt meg[4]

## Megrendelő és üzemeltető országok
Amerikai Egyesült Államok
- Az Egyesült Államok Parti Őrsége

 Botswana
- Botswanai Védelmi Erők[5]

 Brunei
- Brunei Királyi Légierő[6]

 Burkina Faso
- Burkina Faso-i Légierő[6]

 Chile
- Chilei Haderő[5]

 Dél-afrikai Köztársaság
 Dél-Korea
- Dél-Koreai Légierő[6]

 Ecuador
- Ecuador Hadereje[5]
- Ecuadori Haditengerészet[6]

 Egyesült Arab Emírségek
- Egyesült Arab Emírségek Légiereje[6]

 Franciaország
- Francia Légierő[5]

 Fülöp-szigetek
 Gabon
- Gaboni Légierő[5]

 Indonézia
- Indonéz Légierő
- Indonéz Haditengerészet

 Írország
- Ír Légihadtest[6]

 Jemen
 Jordánia
- Jordán Királyi Légierő

 Kamerun
- Kameruni Légierő[7]

 Kolumbia
- Kolumbiai Légierő[6]
- Kolumbiai haditengerészet

 Kongói DK
- Kongói Demokratikus Köztársaság Légiereje[6]

 Malajzia
- Maláj Királyi Légierő[5]

 Marokkó
- Marokkói Királyi Légierő[5]

 Mexikó
- Mexikói Haditengerészet[8]

 Nepál
 Omán
- Ománi Rendőrség[5]

 Pakisztán
- Pakisztáni Légierő[5]

 Panama
- Panamai Nemzeti Gárda[5]

 Pápua Új-Guinea
- Pápua Új-Guineai Légierő[5]

 Spanyolország
- Spanyol Légierő[6]
- Spanyol Csendőrség

 Szaúd-Arábia
- Szaúdi Királyi Légierő[5]

 Szenegál
 Törökország
- Török Légierő[5]
- Török Haditengerészet
- Török Partiőrség Parancsnoksága

## Lásd még
- Airbus A400M
- C–212 Aviocar
- C–130 Hercules